# Jiangxi Open 2017
Jiangxi Open 2017 byl tenisový turnaj pořádaný jako součást ženského okruhu WTA Tour, který se odehrával v areálu městského Mezinárodní tenisového centra na otevřených dvorcích s tvrdým povrchem DecoTurf. Konal se mezi 24. až 30. červencem 2017 v jihočínském Nan-čchangu jako čtvrtý ročník turnaje.
Turnaj s rozpočtem 250 000 dolarů patřil do kategorie WTA International Tournaments. Nejvýše nasazenou hráčkou ve dvouhře se stala čínská dvacátá osmá tenistka světa  Čang Šuaj, kterou ve druhém kole vyřadila krajanka Wang Ja-fan. Jako poslední přímá účastnice do dvouhry nastoupila čínská 189. hráčka žebříčku Čang Kchaj-lin.
Druhý singlový titul na okruhu WTA Tour získala 31letá Číňanka Pcheng Šuaj, jež se následně posunula na 23. místo žebříčku WTA. Soutěž čtyřhry překvapivě vyhrál čínský pár složený z 18leté Ťiang Sin-jü a 16leté Tchang Čchien-chue, jež tak dosáhly na premiérové kariérní trofeje.

## Distribuce bodů a finančních odměn

### Distribuce bodů
| Soutěž  | vítězky | finalistky | semifinalistky | čtvrtfinalistky | 16 v kole | 32 v kole | Q  | Q2 | Q1 |
| ------- | ------- | ---------- | -------------- | --------------- | --------- | --------- | -- | -- | -- |
| dvouhra | 280     | 180        | 110            | 60              | 30        | 1         | 18 | 12 | 1  |
| čtyřhra | 280     | 180        | 110            | 60              | 1         | —         | —  | —  | —  |

### Finanční odměny
| Soutěž  | vítězky | finalistky | semifinalistky | čtvrtfinalistky | 16 v kole | 32 v kole | Q2     | Q1   |
| ------- | ------- | ---------- | -------------- | --------------- | --------- | --------- | ------ | ---- |
| dvouhra | $43 000 | $21 400    | $11 500        | $6 175          | $3 400    | $2 100    | $1 020 | $600 |
| čtyřhra | $12 300 | $6 400     | $3 435         | $1 820          | $960      | —         | —      | —    |

## Ženská dvouhra

### Nasazení
| Stát                             | Hráčka             | WTA | Nasazení |
| -------------------------------- | ------------------ | --- | -------- |
| Čína                             | Čang Šuaj          | 28. | 1.       |
| Čína                             | Pcheng Šuaj        | 30. | 2.       |
| Česko                            | Kristýna Plíšková  | 41. | 3.       |
| Čína                             | Wang Čchiang       | 51. | 4.       |
| Čína                             | Tuan Jing-jing     | 63. | 5.       |
| Srbsko                           | Jelena Jankovićová | 70. | 6.       |
| Čína                             | Čeng Saj-saj       | 71. | 7.       |
| Japonsko                         | Risa Ozakiová      | 77. | 8.       |
| Žebříček WTA k 27. červenci 2017 |                    |     |          |

### Jiné formy účasti
Následující hráčky obdržely divokou kartu do hlavní soutěže:
- Wang Ja-fan
- Čeng Saj-saj
- Čeng Wu-šuang

Následující hráčky postoupily z kvalifikace:
- Harriet Dartová
- Eri Hozumiová
- Kchang Ťia-čchi
- Lu Ťing-ťing
- Sün Fang-jing
- Jou Siao-ti

Následující hráčka postoupila z kvalifikace jako tzv. šťastná poražená:
- Peangtarn Plipuečová

### Odhlášení
před zahájením turnaje
- Ana Bogdanová → nahradila ji  Peangtarn Plipuečová
- Kristína Kučová → nahradila ji  Alla Kudrjavcevová

### Skrečování
- Tereza Martincová (levostranné svalové poranění břišní stěny)[6][1]
- Kristýna Plíšková (poranění prstu levé ruky)[6][1]

## Ženská čtyřhra

### Nasazení
| Stát                                                                         | Hráčka             | Stát             | Hráčka            | WTA  | Nasazení |
| ---------------------------------------------------------------------------- | ------------------ | ---------------- | ----------------- | ---- | -------- |
| Japonsko                                                                     | Nao Hibinová       | Japonsko         | Miju Katová       | 82.  | 1.       |
| Japonsko                                                                     | Šúko Aojamová      | Čínská Tchaj-pej | Čang Kchaj-čen    | 149. | 2.       |
| Japonsko                                                                     | Makoto Ninomijová  | Japonsko         | Kotomi Takahatová | 169. | 3.       |
| Rusko                                                                        | Alla Kudrjavcevová | Austrálie        | Arina Rodionovová | 182. | 4.       |
| Žebříček WTA k 27. červenci 2017; číslo je součtem umístění obou členek páru |                    |                  |                   |      |          |

### Jiné formy účasti
Následující páry obdržely divokou kartu do hlavní soutěže:
- Sun Sü-liou /  Čeng Wu-šuang

## Přehled finále

### Ženská dvouhra
- Pcheng Šuaj vs.  Nao Hibinová, 6–3, 6–2

### Ženská čtyřhra
- Ťiang Sin-jü /  Tchang Čchien-chuej vs.  Alla Kudrjavcevová /  Arina Rodionovová,  6–3, 6–2